# مهدی خورشیدی آزاد
مهدی خورشیدی آزاد پسر احمد خورشیدی آزاد و تنها داماد محمود احمدی‌نژاد  می‌باشد.

## تحصیلات
او در سال ۱۳۷۸ در رشته پزشکی دانشگاه علوم پزشکی بقیةالله (متعلق به سپاه) پذیرفته شده، و در اواخر سال ۱۳۸۸ به دانشگاه شهید بهشتی منتقل شده و تنها چند ماه بعد، (در سال ۸۹) دکترای خود را از دانشگاه علوم پزشکی شهید بهشتی، دریافت کرده‌است.
وبگاه بازتاب امروز در تاریخ ۱۵ شهریورماه ۱۳۹۱ در گزارشی مدعی شد که دربارهٔ نحوه حضور مهدی خورشیدی در کلاس‌های دوره پزشکی، دوره انترنی و کشیک‌های این دوره، مواردی را در اختیار دارد که چون به اثبات نرسیده از انتشار آن‌ها خودداری می‌کند.

## فعالیت در مجمع تشخیص مصلحت نظام
او در ۳ آذر ۹۰ به دفتر محسن هاشمی رفسنجانی رفت و با او دیداری خصوصی در پشت درهای بسته داشت. چند روز بعد وی در مصاحبه‌ای در پاسخ به رسانه‌هایی که وی را به واسطه‌گری میان احمدی‌نژاد و هاشمی متهم می‌کردند، این دیدار را «یک جلسه دوستانه و بررسی اوضاع سیاسی کشور» خواند و اظهار داشت که این دیدار کاملاً مستقل و با دیدگاه‌های شخصی و به دور از جریانات سیاسی بود.
خورشیدی در ۱۳ دی ماه ۹۰ از سوی احمدی‌نژاد که ریاست شورای عالی استاندارد را به عهده داشت با حفظ سمت به ریاست سازمان استاندارد منصوب شد، که این انتصاب با واکنش شدید برخی نمایندگان مجلس و رسانه‌ها مواجه شد. یک هفته بعد، احمدی‌نژاد این انتصاب را لغو کرد و نظام‌الدین برزگری ریاست قبلی این سازمان در سمت خود ابقا شد.

وی مدتی بعد در بهمن ماه ۱۳۹۰ از سوی مجمع تشخیص مصلحت نظام به عنوان معاونت امور قوا در دبیرخانه این مجمع منصوب شد. در قسمتی از حکم انتصاب او چنین آمده است: 
وی که از نیروهای ارزشی می‌باشد تحصیلات خود را در دانشگاه شهید بهشتی به پایان برده و دکترای خود را از آنجا اخذ کرده است

## وقتی سردار احمد خورشیدی آزاد از فرزندش مهدی می‌گوید
در روزهایی که ، محمود احمدی‌نژاد، در اوج قدرت بود رسانه ها از اختلاف سردار احمد خورشیدی، از سرداران سابق سپاه و پدر مهدی خورشیدی می‌گفتند امروز پدر در یادداشتی از مهدی خورشیدی  پسرش و داماد محمود احمدی نژاد می‌گوید.
 منطقه‌ای که روز‌ها مورد تهاجم هواپیما‌های عراقی قرارداشت و شب‌ها تحت حمله کومله و دمکرات قرارمی گرفت-- دکتر مهدی از نوجوانی وارد فعالیت‌های سیاسی و اجتماعی و نیز دفاع از آرمان‌های اصیل و حقیقی انقلاب اسلامی شد بطوریکه در هیچ حادثه و صحنه‌ای در حوادث انقلاب متناسب با سن خود و حتی سطوح سنی و فکری بالاتر غائب نبود، او تمام دوران تحصیلی قبل از دانشگاه را در مدارس نمونه و تیزهوشان گذرانید و بلاخره در کنکور سراسری، دررشته پزشکی قبول شد و از دانشگاه علوم پزشکی شهید بهشتی فارغ التحصیل گردید و وارد کارهای‌های دولتی شد بدلیل حواشی فوق‌الذکر از دولت خارج و به مجمع تشخیص رفت و پس از مدتی، تهدید و نقطهٔ آسیب انقلاب و کشور را حوزه اقتصاد، معشیت و رفاه تشخیص داد و بهمین دلیل مجددا در کنکور سراسری در رشته جامعه‌شناسی امتحان داده و پذیرفته شد و مقاطع کارشناسی ارشد و دکترا را در رشته جامعه شناسی اقتصاد و توسعه با نمرات عالی فارغ التحصیل گردید، و پس از فارغ التحصیلی از دکترای دوم، ماموریت خودرا در فعالیت‌های اقتصادی در بخش خصوصی با توجه به تأکیدات مؤکد چندسالهٔ مقام معظم رهبری تعریف نمود.
وی در ادامه گفت:
 راه اندازی کارخانه‌های ورشکسته واز کارافتاده در بخش خصوصی و تمشیت علمی و اصولی پروژه‌های متنوع و پیچیدهٔ عمرانی را در اولویت کارهایش قرارداد ودر این حوزه نیز موفق عمل کرد و کارنامهٔ عملکرد قابل‌قبول و قابل دفاعی را با توجه به وضعیت غیر عادی تحریمی سال‌های اخیر از خود نشان داد، مهدی از عناصری ست که پیوسته و بلاانقطاع در مسیر حقیقی انقلاب و ولایت گام برداشته و برخواهد داشت، ایشان در حوزه فرهنگی و اجتماعی با توجه به حوزهٔ تخصصی و دانشگاهی خود نیز نظراتی پیشرو و بومی دارد که می‌تواند برای کشور در سطوح بالاتر منشااثر باشد اگر بخواهم اورا بطور مختصر تعریف کنم، ایشان را تحت حمایت و الطاف ملکوتی حضرت زهرای اطهر (س) می‌دانم و خود را مؤمنانه در خط مقدم ایثار و ازجان‌گذشتگی در مسیر انقلاب و مردم می‌داند و جزو افرادی ست که ضمن پیشرو بودن در خط تفکر حقیقی و ناب انقلابی ولایی نسبت به عملکرد‌های ضربه زننده، ناآگاهانه و جاهلانه منتقد بوده و راهکار‌های مفید، بومی، علمی و مجرب نیز ارائه می‌دهد، از خداوند رحمان سلامتی و توفیق ایشان را برای خدمت بیشتر به انقلاب مقدس اسلامی خواهانم.

## انتصاب و برکناری خورشیدی از ریاست بیمارستان فیروزآبادی
وی در تاریخ ۱۸ شهریور ۹۱ به ریاست بیمارستان فیروزآبادی شهر ری درآمده است.
وی طی حکمی که به امضای پرویز داودی رسیده است به سمت مشاور نهاد و دبیر شورای مشاورین رئیس‌جمهور منصوب گشت. متن حکم به شرح زیر است:
جناب آقای مهدی خورشیدی آزاد
با عنایت به تجربیات ارزنده جنابعالی و لزوم بهره‌گیری از ظرفیت‌های مشاوران خبره و صاحب نظر در تصمیمات رئیس‌جمهور محترم، به موجب این حکم به عنوان «مشاور نهاد و دبیر شورای مشاورین رئیس‌جمهور» منصوب می‌شوید.
امید است با اتکال به خداوند متعال، در جهت برقراری جلسات و ایجاد هماهنگی‌های لازم بین مشاورین رئیس‌جمهور و سایر امور محوله اقدام فرمایید.
از خداوند متعال توفیق شما را در به ثمر نشستن اهداف دولت دهم مسألت دارم.

پرویز داودی
مهدی خورشیدی که تنها ۲ سال پس از فارغ‌التحصیلی از رشته پزشکی عمومی به ریاست بیمارستان فیروزآبادی تهران رسیده بود، در ۹ دی ۱۳۹۲ برکنار شد و دکتر جلیلی‌فر جایگزین وی شد.

## انتخابات پنجمین دوره شورای شهر تهران (۱۳۹۶)
او در این انتخابات با کسب ۱۵۴۹ رأی در رتبهٔ ۳۱۵ قرار گرفت و نتوانست به مجمع شورای شهر راه یابد.